# Vroni Thalmann-Bieri
Pour les articles homonymes, voir Thalmann et Bieri.
Vroni Thalmann-Bieri, née le 28 mars 1969, est une personnalité politique suisse, membre de l'Union démocratique du centre (UDC).

## Parcous politique
Elle est élue députée du canton de Lucerne au Conseil national en octobre 2023,.